# Lulinha
Pour les articles homonymes, voir Morais et Dos Reis.
Luiz Marcelo Morais dos Reis, plus connu sous le nom de Lulinha, est un footballeur brésilien né le 10 avril 1990 à Mauá (État de São Paulo, Brésil) évoluant au poste de milieu offensif.

## Biographie
Il se révèle lors du championnat sud américain des moins de 17 ans. Les douze buts qu'il inscrit lors du tournoi offrent le titre au Brésil. Toutefois il ne parvient pas à s'imposer aux Corinthians et le Brésil est éliminé en quarts de finale du championnat sud américain des moins de 17 ans en 2007, Lulinha étant l'auteur d'un seul but lors de la compétition.  Le joueur qui appartient toujours aux Corinthians a depuis fait l'objet de deux prêts dans des clubs de seconde zone du championnat portugais, le premier lors de la saison 2009-2010 à Estoril (division 2), le second la saison suivante à Olhanense. Dans aucun de ses clubs il ne réussit à s'imposer et, en janvier 2011 il revient au Brésil, dans le club de Bahia. Lors de la deuxième journée du Brasileiro, il inscrit un but face au Flamengo de Ronaldinho, joueur à qui il a souvent été comparé.